# 成应华
成应华（1958年11月24日—），重庆人，中国/美国男子乒乓球运动员。他曾代表美国参加2000年夏季奥运会乒乓球比赛，还曾获得北美洲乒乓球锦标赛男子单打冠军。